# トゥクルア・ロコツイ
トゥクルア・ロコツイ（Tukulua Lokotui、1979年12月31日 - ）は、トンガのラグビーユニオン選手。

## プロフィール
- ニュージーランド・オークランド出身。
- ポジションはロック(LO)、フランカー(FL)。
- 身長 196cm、体重 115kg
- トンガ代表キャップは28(2021年12月現在）でラグビーワールドカップ2011・ラグビーワールドカップ2015のトンガ代表に選ばれた[1]。

## 略歴
ケルストン高校卒業後、ホークスベイ、スタッド・フランセを経て、2008年、近鉄ライナーズ(現・花園近鉄ライナーズ)に加入。同年9月14日に行われたジャパンラグビートップリーグ第2節のコカ・コーラウエストレッドスパークス戦に先発出場で公式戦初出場を果たした。4シーズン在籍した。